# Josep Maria Solà i Llinàs
Josep Maria Solà Llinàs (Mataró, Maresme, 18 de maig de 1948) és un entrenador de bàsquet català, ja retirat.
Va desenvolupar gran part de la seva carrera esportiva dirigint l'UE Mataró, amb el qual guanyà tres lligues espanyoles de forma consecutiva entre 1972 i 1974. També va dirigir la selecció espanyola de bàsquet femení entre 1974 i 1979, participant als Campionats d'Europa de 1974, 1976 i 1978. Posteriorment, va entrenador diversos equips en categories catalanes i formatives com l'Argentona, Cabrera, Associació Esportiva del Centre Catòlic Mataró, Llavaneres, entre d'altres. Fou distingit com Històric del Bàsquet Català per la Fundació de Bàsquet Català el 2002.

## Palmarès
- 3 Lliga espanyola de bàsquet femenina: 1971-72, 1972-73, 1973-74